# Comitatul Pope, Minnesota
Comitatul Pope, conform originalului din limba engleză, Pope County, este unul din cele 102 de comitate ale statului american Illinois. Conform Census 2000 populația totală era de 9.590 de locuitori. Sediul comitatului este localitatea Cairo. GR6.
Pope County este parte a zonei metropolitane Cape Girardeau – Jackson, MO - IL Metropolitan Statistical Area.

## Istoric
Alexander County was organized out of Union County in 1819. It was named for William M. Alexander, who became Speaker of the Illinois House of Representatives in 1822.

## Geografie
Conform biroului de recensăminte al Statelor Unite ale Americii, United States Census Bureau, comitatul are o suparfață de 700 mile patrate, adică 1.812 km²), dintre care 694 mile pătrate sau 1.797 km² reprezintă uscat, iar restul de 6 mi², sau 15 km², este apă (0.84%).

## Demografie
|  | Graficele sunt indisponibile din cauza unor probleme tehnice. Mai multe informații se găsesc la Phabricator și la wiki-ul MediaWiki. |

Date: Wikidata - grafică realizată de Wikipedia